# Acanthophis ceramensis
Acanthophis ceramensis es una especie de serpientes venenosas de la familia Elapidae.

## Distribución geográfica
Es endémica de las islas Tanimbar y de Ceram (Indonesia).